# Стоу, Джон
Джон Стоу, или Стау (англ. John Stow; около 1525 — 6 апреля 1605) — английский историк, хронист и антикварий, автор «Анналов, или Великой Хроники Англии» (англ. Annales, or a Generale Chronicle of England), «Описания Лондона» (англ. A Survey of London) и др. сочинений.

## Биография
Джон Стоу родился около 1525 года в Лондоне, в приходе Святого Михаила, Корнхилл. Его отец Томас Стоу сначала был портным, а затем сделался коммерсантом, став членом компании Worshipful Company of Tallow Chandlers, торговавшей сальными свечами. Доход отца составлял чуть больше 6 шиллингов в год, поэтому в детстве Стоу каждое утро помогал доить коров на ферме, принадлежащей женскому миноритскому монастырю.
Не пойдя по стопам своего родителя в торговом деле, в юности Джон пошёл в ученики к портному. В ноябре 1547 года он стал членом Worshipful Company of Merchant Taylors и через год открыл собственное дело в доме, располагавшемся недалеко от колодца у восточных ворот лондонской стены Олдгейт, приблизительно между улицами Лиденхолл-стрит и Фенчерч-стрит. В 1570-х годах он переехал в здание, находившееся на территории прихода Святого Андрея, на Лайм-стрит, где и прожил вплоть до своей кончины.
Никакого систематического, тем более высшего, образования, Стоу, по-видимому, так и не получил, и все свои богатые познания в истории, географии, литературе и пр. приобрёл самостоятельно, занимаясь самообразованием с юных лет. Начиная с 1560 года он также занимался собиранием старинных печатных книг и рукописей, пользуясь поддержкой архиепископа Кентерберийского Мэттью Паркера. По поручению архиепископа он занялся переводом и редактированием средневековых хроник, что побудило его к собственным историческим исследованиям.
Приобретя рукопись трактата Эдмунда Дадли «Опора всеобщего благосостояния» (англ. The Tree of Common Wealth), Стоу скопировал её, а копию преподнёс в дар родному внуку автора, Роберту Дадли, графу Лестеру, который посоветовал ему заняться написанием хроник. Познакомившись с одним из ведущих историков того времени Уильямом Кемденом, Стоу стал в 1586 году членом основанной последним «Коллегии сохранения отечественных древностей», объединявшей ведущих хронистов и антиквариев. Из числа последних он сблизился с Генри Сэвилем и Уильямом Ламбардом.
Однако близость Стоу к архиепископу Паркеру, выступавшему против радикальных религиозных преобразований, привела к тому, что сам он со временем попал под подозрение властей и духовенства, безосновательно обвинивших его во владении «большим количеством опасных и суеверных книг» и «склонности к католицизму», после чего в его доме не раз проводились обыски. Во время первого обыска 1568 года у него, в частности, искали манифест герцога Альбы против королевы Елизаветы, а обнаружили лишь несколько книг в защиту папизма, но Стоу сумел доказать свою приверженность протестантизму; предпринятая была в 1570 году вторая попытка обвинения также окончилась ничем. В том же году сам Стоу публично обвинил своего коллегу-портного по имени Холмс в клевете на свою жену Элизабет, и выиграл дело, получив от обидчика по решению суда компенсацию в двадцать шиллингов. Это укрепило доверие к нему со стороны лондонского общества и властей, и в 1585 году он назначен был одним из сборщиков средств, необходимых для снаряжения четырёх тысяч вооружённых людей.
Несмотря не успех опубликованных им исторических сочинений, Стоу со временем сильно разорился из-за своих антикварных занятий. Компания Merchant Taylors' Company ещё в 1579 году установила ему годовую пенсию в размере 4 фунтов стерлингов. В 1600 году по предложению главы компании Роберта Доу, она была увеличена ещё на 2 фунта, а в 1602 году, после закрытия компании, Стоу дополнительно выделялась годовая сумма в 5 фунтов стерлингов. Считается, что Уильям Кемден выхлопотал ему ренту в размере 8 фунтов в обмен на копию «Итинерария» Джона Лиланда с автографом Стоу.
В направленном в 1603 году на высочайшее имя обращении с просьбой о денежном вспомоществовании Стоу его описывали как «умудренного опытом и достойного жителя нашего лондонского Сити, который в течение сорока пяти лет находился на собственном попечении, пренебрегая обычными средствами к существованию ради общего блага, а также потомков и нынешнего века, составив и издав множество полезных хроник и книг». Но единственной наградой от королевской власти за все его труды стал выданный в 1604 году Яковом I патент, дававший ему право «в награду за тяжёлые труды питаться доброхотною милостынею соотечественников», но которым историк почти не успел воспользоваться.
Невзирая на нужду, в конце своей жизни Стоу пользовался большим авторитетом и был известен своим чувством юмора. Генри Холланд в «Monumenta Sancti Pauli» (1614) называет его «веселым стариком». «Он никогда не умел ездить верхом, — пишет его продолжатель Эдмунд Хоуз, — а путешествовал пешком по разным соборным церквям и другим главным местам страны в поисках рукописей». Юристу Джону Мэннингему, автору известного дневника, он сказал при встрече 17 декабря 1602 года, что «не получил никакой выгоды от своих трудов». Бен Джонсон вспоминал, что свою бедность Стоу воспринимал иронически, и однажды, гуляя вместе с ним, в шутку спросил двух нищих калек, «что нужно им, чтобы они приняли его к себе».
Умер Стоу 6 апреля 1605 года и был похоронен в лондонской церкви Святого Андрея в Андершавте. Несмотря на то, что в 1732 году захоронение историка было там уничтожено, сохранился воздвигнутый его вдовой Элизабет надгробный памятник.

## Сочинения
В 1561 году Стоу опубликовал свою первую работу «Сочинения Джеффри Чосера, изданные ныне с дополнениями, доселе никогда не публиковавшимися» (англ. The woorkes of Geffrey Chaucer, newly printed with divers additions whiche were never in printe before). В 1565 году он опубликовал «Краткое переложение английских хроник» (Summarie of Englyshe Chronicles), которое в течение его жизни несколько раз переиздавалось с некоторыми изменениями. Копия самого первого издания, которая, как считается, была сделана лишь единожды, хранилась в библиотеке Гренвилля. В Британском музее хранятся копии изданий 1567, 1573, 1590, 1598 и 1604 годов.
При покровительстве Мэттью Паркера, Стоу удалось опубликовать в 1567 году «Цветы истории» (лат. Flores historiarum) Матфея Вестминстерского, в 1571 году — «Всемирную хронику» Матвея Парижского, и в 1574 году — «Краткую историю» (лат. Historia brevis) Томаса Уолсингема.
В 1573 году в своём «Обращении к читателю» принципиальный педантичный Стоу решительно раскритиковал компилятивные сочинения своего конкурента издателя Ричарда Графтона «Сокращение английских хроник» (1562) и «Пространную хронику Англии» (1568), автор которых не только использовал свои источники некритически, предпочитая сенсации историческим фактам, но и занимался плагиатом. Профессиональный уровень самого Стоу, тщательно собиравшего и редактировавшего средневековые хроники и подлинные документы, ставился историками новейшего времени несравненно выше. Не получив гуманитарного образования, он не имел, конечно же, навыков серьёзного анализа источников, но, по крайней мере, добросовестно использовал извлечённую из них информацию, не стремясь исказить её в угоду пристрастному читателю.
В 1580 году он опубликовал новую работу «Анналы, или Великая Хроника Англии со времён Брута до нынешнего года от Рождества Христова 1582-го» (англ. Annales, or a Generale Chronicle of England from Brute until the present yeare of Christ 1580), посвятив её графу Лестеру. Она выдержала несколько переизданий, в 1592, 1601 и 1605 годах, а в 1615 и 1631 годах вышли ещё два издания с поправками вышеназванного Эдмунда Хоуза. Второе, дополненное издание 1592 года, напечатанное Робертом Ньюбери, носило название «Анналов Англии, добросовестно собранных из самых достоверных авторов, рукописей и других древних памятников древности, с момента первого заселения страны до… 1592 года». В 1585—1587 годах Стоу участвовал в редактировании второго издания «Хроник» Холиншеда.
За свою жизнь Стоу подготовил двадцать одну публикацию, в число которых входили как его собственные сочинения, так и труды его современников, а также отредактированные им средневековые хроники и документы. Многие из них он задействовал в своих трудах в качестве источников, среди таковых, можно выделить труды Уильяма Мальмсберийского, Генриха Хантингдонского, Уильяма Фиц-Стефена, Роджера Ховеденского, Роджера Вендоверского, Матвея Парижского, анонимные «Flores Historiarum», Генри Найтонского, Томаса Уолсингема, Роберта Фабиана, Эдварда Холла и др., не считая монастырских анналов, регистров, картуляриев и пр.

### «Описание Лондона»
Самым известным трудом Стоу считается фундаментальное сочинение «Описание Лондона» (англ. A Survey of London, 1598), посвящённое лорду-мэру столицы Роберту Ли и представляющее собой свод сведений по истории, праву, топографии, архитектуре и обычаях населения английской столицы времён Елизаветы I. Это обстоятельное сочинение, ставшее плодом 60-летних исследований и наблюдений автора, интересно не только причудливой простотой литературного стиля и наличием множества забавных описаний, легенд и анекдотов, но и уникальным объёмом приведенных в ней знаний. Помимо подробного топографического описания лондонских районов, она содержит подробную информацию об их населении, выдающихся жителях, известных зданиях, исторических памятниках, стоимости продуктов, повседневной жизни и обычаях английской столицы в эпоху перехода от средневековья к новому времени, а также излагает историю происхождения и развития самого города.
Дотошность Стоу как исследователя вызывала иронические замечания со стороны современников, которые, в частности, писали, что «он описывает res in se minutas [предмет в его мелочах], описывает игрушки и безделицы, будучи столь жадным до угощения, что не может пройти мимо Гилдхолла без того, чтобы его перо отведало добрых тамошних чернил». Всего в труде Стоу фигурирует свыше 15 тысяч имён жителей Лондона, со времён норманнского завоевания до конца XVI века.
Второе издание «Описания Лондона» появилось в 1603 году, ещё при жизни Стоу, третье, с дополнениями Энтони Мандея, уже после смерти последнего, в 1618 году, четвёртое, в редакции Мандея и Дайсона, в 1633 году, пятое, с поправками Джона Страйпа, в 1720 году, и шестое, в редакции того же Джона Страйпа, в 1754 году. Позже труд этот переиздавался в 1798, 1842, 1846 годах, а в 1876 году вышло иллюстрированное издание.
По просьбе Мэттью Паркера Стоу трудился над ещё одной обширной рукописью по истории Британии, упомянутой в «Анналах» под названием «Истории этого острова». После смерти архиепископа он остановил работу над ней, и возобновил лишь на склоне лет, в начале XVII века. Судьба этой рукописи неизвестна, предполагается, что отдельные её главы позже включены были в другое сочинение под заглавием «Преемственность истории Англии от начала правления Эдуарда IV до конца правления королевы Елизаветы», опубликованное уже после его смерти в 1638 году.
Несмотря на неоднократные переиздания, исторические труды Стоу не пользовались при его жизни широкой известностью, например, Уильям Шекспир при работе над своими историческими драмами предпочёл им менее точные и достоверные «Хроники Холиншеда».
Большая часть рукописей Стоу хранится в собрании Харли Британской библиотеки, часть в библиотеке Ламбетского дворца, фрагменты которых были опубликованы в 1880 году «Кемденовским обществом» под редакцией Джеймса Гайрднера под названием «Three Fifteenth Century Chronicles, with Historical Memoranda by John Stowe the Antiquary, and Contemporary Notes of Occurrences written by him».